# Mijoux
Mijoux es una comuna francesa del departamento de Ain, en la región de Auvernia-Ródano-Alpes. Pertenece a la comunidad de comunas del Pays de Gex.

## Historia
La comuna fue creada en 1910 a partir de Gex.

## Demografía
| 288 | 227 | 191 | 200 | 258 | 312 | 375 | 360 |
| Para los censos de 1962 a 1999 la población legal corresponde a la población sin duplicidades (Fuente: INSEE [Consultar]) |     |     |     |     |     |     |     |